# Coupe intercontinentale 1988
La Coupe intercontinentale 1988 est la vingt-septième édition de la Coupe intercontinentale de football. Elle oppose lors d'un seul match les Néerlandais du PSV Eindhoven, vainqueurs de la Coupe des clubs champions européens 1987-1988, aux uruguayens du Club Nacional de Football, vainqueurs de la Copa Libertadores 1988. Il s'agit de la première participation du PSV Eindhoven dans cette compétition, alors que le Nacional est pour la deuxième fois à l'affiche de cette Coupe intercontinentale.
La confrontation se déroule au Stade national de Tokyo, le 11 décembre 1988 devant 62 000 spectateurs. Les deux équipes ne se départagent ni à l'issue du temps réglementaire (score de 1-1), ni au terme de la prolongation. Le match se conclut sur une victoire des Uruguayens, qui remportent ainsi leur seconde Coupe intercontinentale, lors de la séance de tirs au but (7-6). Santiago Ostolaza, auteur d'un doublé pour le Nacional, est élu homme du match. En 2017, le Conseil de la FIFA a reconnu avec document officiel (de jure) tous les champions de la Coupe intercontinentale avec le titre officiel de clubs de football champions du monde, c'est-à-dire avec le titre de champions du monde FIFA, initialement attribué uniquement aux gagnantsles de la Coupe du monde des clubs FIFA.

## Feuille de match
| Coupe intercontinentale 1988 | PSV Eindhoven                                                                               | 2 - 2ap           | Nacional | Stade national, Tokyo                               |                                                     |
| 11 décembre 1988             | Romário 75e · Koeman 110e (pen.)                                                            | (0 - 1)           | 7e 119e Ostolaza                                                                                              | Spectateurs : 62 000 Arbitrage : Jesús Díaz Palacio | Spectateurs : 62 000 Arbitrage : Jesús Díaz Palacio |
| 11 décembre 1988             | (Rapport)                                                                                   |                   | | Spectateurs : 62 000 Arbitrage : Jesús Díaz Palacio | Spectateurs : 62 000 Arbitrage : Jesús Díaz Palacio |
| 11 décembre 1988             | Koeman · Kieft · Gillhaus · Romário · Lerby · Ellerman · Valckx · Gerets · Koot · Van Aerle | Tirs au but 6 - 7 | Lemos (es) · Carreño · Morán · Castro · De León · de Lima (en) · Revelez · Pintos Saldanha · Ostolaza · Gómez | Spectateurs : 62 000 Arbitrage : Jesús Díaz Palacio | Spectateurs : 62 000 Arbitrage : Jesús Díaz Palacio |

| PSV | Nacional |

| PSV Eindhoven : |  |                    |        |     |
|                 |  |                    |        |     |
| Gardien de but  |  | Hans van Breukelen |        |     |
|                 |  | Éric Gerets        |        |     |
|                 |  | Adick Koot         |        |     |
|                 |  | Ronald Koeman      | Averti |     |
|                 |  | Jan Heintze        |        | 87e |
|                 |  | Søren Lerby        | Averti |     |
|                 |  | Berry van Aerle    |        |     |
|                 |  | Gerald Vanenburg   |        | 69e |
|                 |  | Juul Ellerman      | Averti |     |
|                 |  | Wim Kieft          |        |     |
|                 |  | Romário            |        |     |
| Remplaçants :   |  |                    |        |     |
|                 |  | Hans Gillhaus      |        | 69e |
|                 |  | Stan Valckx        |        | 87e |
| Entraîneur :    |  |                    |        |     |
| Guus Hiddink    |  |                    |        |     |

| Nacional :      |  |                          |        |      |
|                 |  |                          |        |      |
| Gardien de but  |  | Jorge Seré               |        |      |
|                 |  | Tony Gómez               |        |      |
|                 |  | Hugo De León             |        |      |
|                 |  | Felipe Revelez           | Averti |      |
|                 |  | José Pintos Saldanha     | Averti |      |
|                 |  | Santiago Ostolaza        |        |      |
|                 |  | Ernesto Vargas (en)      |        | 71e  |
|                 |  | Yubert Lemos (es)        |        |      |
|                 |  | Jorge Cardaccio (en)     |        | 113e |
|                 |  | Juan Carlos de Lima (en) |        |      |
|                 |  | William Castro           | Averti |      |
| Remplaçants :   |  |                          |        |      |
|                 |  | Héctor Morán             | Averti | 71e  |
|                 |  | Daniel Carreño           |        | 113e |
| Entraîneur :    |  |                          |        |      |
| Roberto Fleitas |  |                          |        |      |